# Jorrinho
Jorrinho é um distrito da cidade brasileira de Tucano, no estado da Bahia, próximo a Caldas do Jorro, junto à qual integra a Estância Hidromineral de Caldas de Jorro, criada por lei estadual em 1964. O distrito possui manancial de água quente, tal como Caldas do Jorro, e se constitui em importante atrativo turístico da cidade.
Jorrinho fica a seis quilômetros da sede municipal de Tucano, junto à BR-116 e às margens do rio Itapicuru, possuindo muitos bares e restaurantes que atendem aos turistas que visitam suas águas termais. Um dos principais atrativos culinários do lugar é o "bode assado", além de dispor de hotéis e pousadas e piscinas com as águas tépidas.